# Fulacunda
Fulacunda is een stad in de regio Quinara van Guinee-Bissau. De meeste bewoners horen tot de bevolkingsgroep Beafada.

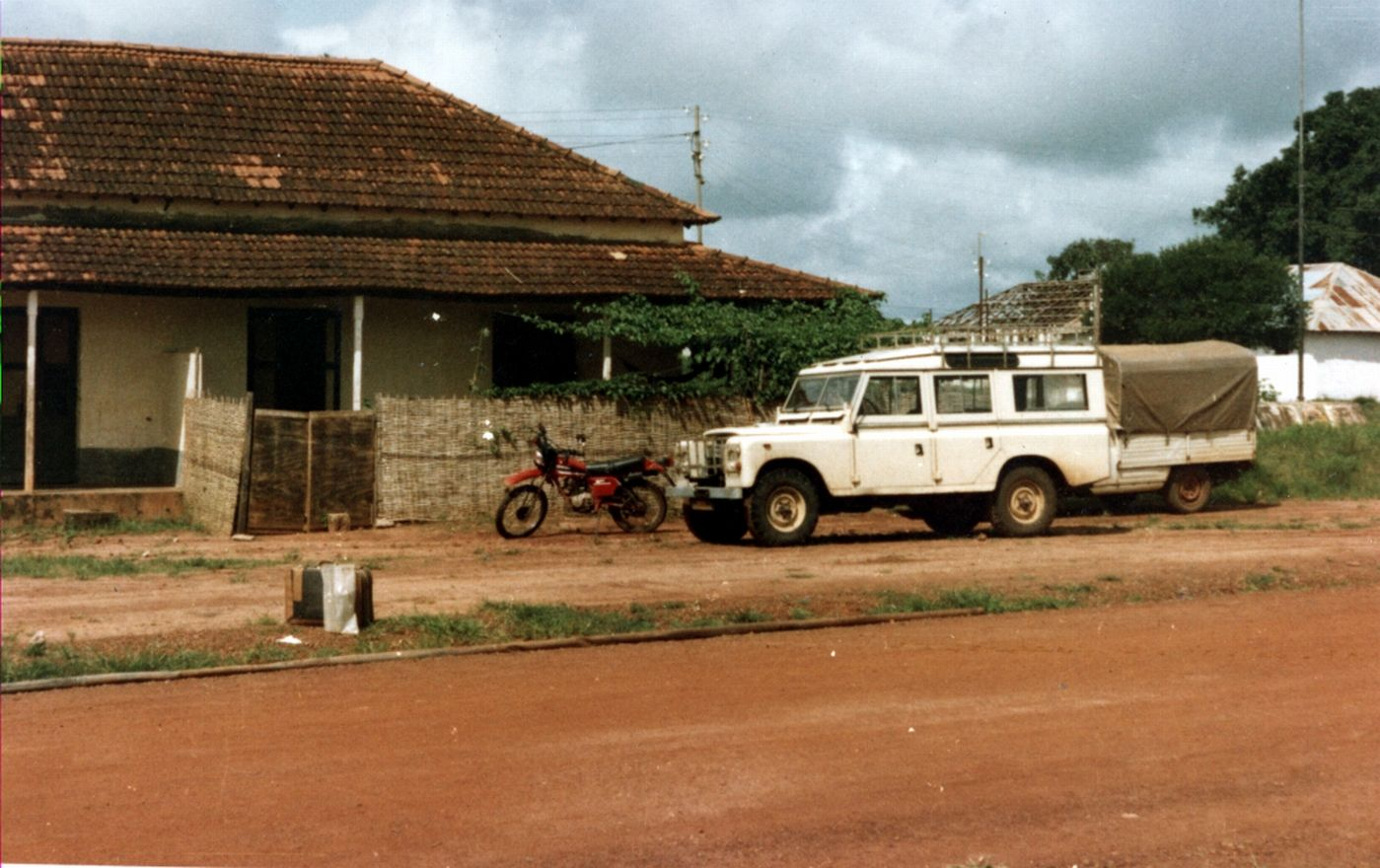
Huis in Fulacunda, 1981.